# Alpha-Amanitine
Pour les articles homonymes, voir Amanitine.
L’α-amanitine est un peptide toxique produit par certaines amanites, l’une des principales amatoxines,.
L’α-amanitine est utilisée en biologie cellulaire (notamment en pharmacologie) pour inhiber la transcription de l’ADN par l’ARN-polymérase.